# 圣普列斯特拉罗什
圣普列斯特拉罗什（法語：Saint-Priest-la-Roche，法語發音：[sɛ̃ pʁijɛ(st) la ʁɔʃ]）是法国卢瓦尔省的一个市镇，位于该省北部，属于罗阿讷区。

## 地理
圣普列斯特拉罗什（45°54'46"N, 4°5'37"E）面积13.5 平方千米，位于法国奥弗涅-罗讷-阿尔卑斯大区卢瓦尔省，该省份为法国中南部省份，北起顺时针与索恩-卢瓦尔省、罗讷省、伊泽尔省、阿尔代什省、上盧瓦爾省、多姆山省和阿列省接壤。
与圣普列斯特拉罗什接壤的市镇（或旧市镇、城区）包括：圣西尔德法维耶尔、旺德朗日、科尔代勒、讷利斯、圣若达尔、卢瓦尔河畔韦兹兰。

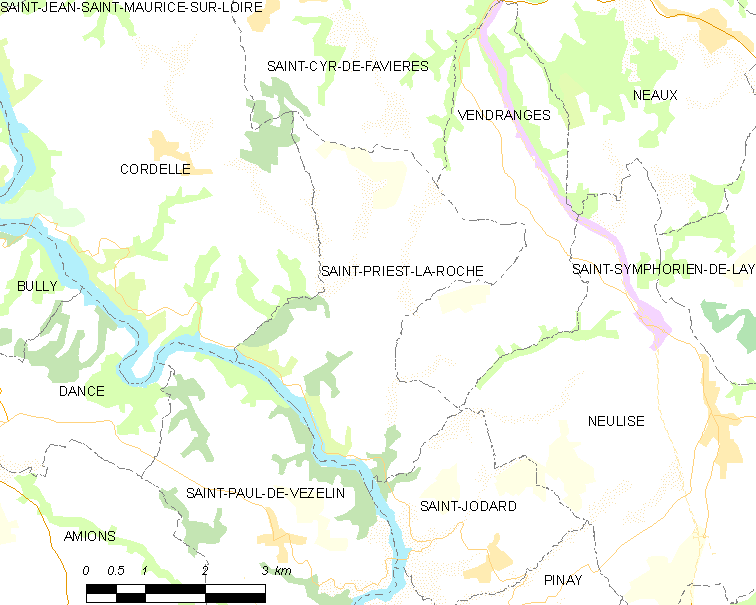
圣普列斯特拉罗什的OSM定位图

圣普列斯特拉罗什的时区为UTC+01:00、UTC+02:00（夏令时）。

## 行政
圣普列斯特拉罗什的邮政编码为42590，INSEE市镇编码为42277。

## 政治
圣普列斯特拉罗什所属的省级选区为勒科托县。

## 人口

1962-2008年间圣普列斯特拉罗什人口变化图示

圣普列斯特拉罗什于2022年1月1日时的人口数量为340人。